# Congressional Cemetery

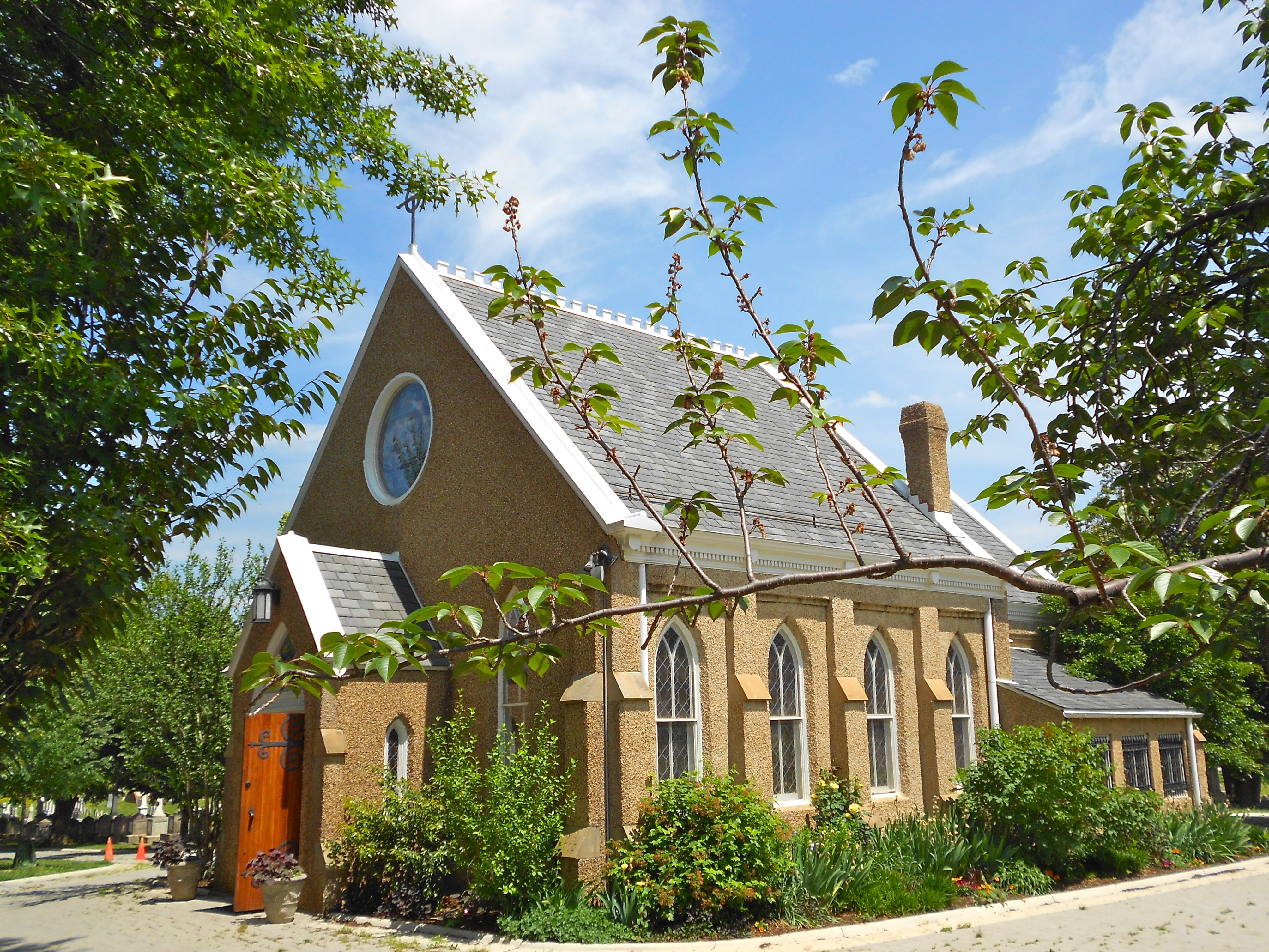
Kaplica na cmentarzu

Cmentarz Kongresowy (ang. Congressional Cemetery) – historyczny cmentarz w Waszyngtonie przy brzegu rzeki Anacostia. Na jego terenie pochowani są ludzie, którzy przyczynili się do powstania i rozwoju Stanów Zjednoczonych oraz miasta Waszyngton (w tym wódz Czoktawów Pushmataha, aktorka kina niemego Mary Fuller i dyrektor FBI John Edgar Hoover), politycy i przedsiębiorcy, setki weteranów wojen, a także dziewiętnastu senatorów i siedemdziesięciu dziewięciu członków Izby Reprezentantów Stanów Zjednoczonych, którzy zmarli zasiadając w Kongresie Stanów Zjednoczonych. Ponadto na terenie cmentarza znajduje się sto dwadzieścia jednakowych pomników według projektu Benjamina Latrobe upamiętniających członków Kongresu pochowanych gdzie indziej.
Pierwszym członkiem Kongresu pochowanym na cmentarzu był senator Uriah Tracy ze stanu Connecticut, który zmarł 19 lipca 1807 roku i został pochowany dzień później. 
Oprócz członków Kongresu na cmentarzu pochowane są liczne inne osoby, takie jak burmistrzowie Waszyngtonu, dyplomaci czy weterani wojny secesyjnej. 
W 1969 roku cmentarz został wpisany do krajowego rejestru zabytków.